# Scelolophia gustaria
Scelolophia gustaria là một loài bướm đêm trong họ Geometridae.